# Kvalificeret flertal
Kvalificeret flertal er et begreb, der anvendes ved valghandlinger, når der til vedtagelse af en beslutning kræves tiltræden af mere end blot flertallet af de afgivne stemmer der normalt kræves ved majoritetafstemning. Et krav om kvalificeret flertal kan eksempelvis bestå i krav om, at der til vedtagelse af en beslutning kræves tiltræden af 2/3 af de afgivne stemmer.

## Historie
Det første kendte brug af kvalificeret flertal var i år 122/123 f.Kr. i antikkens Rom. Dokumentet Lex Acilia repetundarum, som fastslog retningslinjerne for visse romerske retssager, erklærede at to tredjedele af nævningene ved en sag kunne anmode om at få den sidste tredjedel fjernet fra sagen hvis den nægtede at afgive stemme i forbindelse med sagens afgørelse.
På det tredje Laterankoncil i 1179 indførte Pave Alexander 3. et krav om at fremtidige paver kun kunne vælges med et kvalificeret flertal på to tredjedele. Pave Johannes Paul 2. indførte en undtagelse i 1996 som bestemte at paven kunne vælges ved simpelt flertal som en sidste udvej hvis to tredjedele ikke kunne blive enige. Undtagelsen blev dog tilbagerullet af Pave Benedikt 16. i 2007.

## Almindelige former for kvalificeret flertal
I en normal majoritetsafstemning er det kun nødvendigt at få over halvdelen af stemmerne. Et kvalificeret flertal kræver en andel af stemmerne som oversiger de 50% krævet ved en normal majoritetsafstemning. Der er ingen standard for hvor stor en andel af stemmerne man skal have for at få et kvalificeret flertal, men det er typisk to tredjedele, tre fjerdedele eller tre femtedele.

## Forretningsorden
Inden for forretningsorden (også kaldet parliamentary procedure på engelsk) kræves der et kvalificeret flertal ved forslag der vil ændre mindretallets rettigheder.
Bogen Robert's Rules of Order, der danner forretningsordens-grundlaget for de fleste demokratisk styrede organisationer i USA, dikterer at et kvalificeret flertal på to tredjedele bør anvendes ved afstemning om forslag der:
- ændrer eller suspenderer vedtægter;
- forhindrer fremsættelse af et andet forslag eller punkt på dagsordenen;
- ændrer på de etablerede rammer for debat;
- begrænser muligheden for nominering og afstemning;
- fratager nogen deres medlemskab;

Også i resten af verden har mange organisationer, hvad enten de er foreninger eller kommercielle foretagender, vedtægter som kræver et kvalificeret flertal ved ændring af vedtægterne eller ved opløsning af organisationen.

## Eksempler på anvendelse af kvalificeret flertal

### Danmark
§ 20 i Danmarks Riges Grundlov kræver, at lovgivning som vil resultere i suverænitetsafgivelse (f.eks. til Den Europæiske Union eller de Forenede Nationer) kun kan gennemføres i Folketinget hvis den opnår et flertal på fem sjettedele (150 ud af 179 pladser). Hvis der kun kan opnås et simpelt flertal, og regeringen vælger ikke at droppe forslaget, skal det sendes til folkeafstemning.
Kvalificeret flertal anvendes også inden for det danske retssystem. Ved nævningesager i Landsretterne skal skal et kvalificeret flertal på mindst 6 ud af 9 nævninge (samt et ordinært flertal på 2 ud af 3 juridiske dommere) stemme for før der kan ske domfældelse.

### Den Europæiske Union
I EU foregår afstemninger i ministerrådet efter regler om kvalificeret flertal, bl.a. når der er tale om vedtagelse af direktiver. 

### Indien
Artikel 368 i Indiens forfatning kræver at forfatningstillæg bliver bakket op af et kvalificeret flertal på to tredjedele af de fremmødte medlemmer af begge kamre i Indiens parlament. Mængden af stemmer for forfatningstillægget skal også udgøre et simpelt flertal af de siddende medlemmer i hvert kammer.

### USA

#### Føderalt niveau
USA's forfatning kræver et kvalificeret flertal i flere forskellige situationer:
- Fremlæggelse af nye forfatningstillæg kræver opbakning fra to tredjedele af de to kamre i Kongressen (Repræsentanternes Hus & Senatet) eller at to tredjedele af delstaterne anmoder om et konvent hvor forslag til forfatningstillæg kan fremlægges.[8] Foreslåede forfatningstillæg skal ratificeres af tre fjerdedele af delstaterne før de er gældende lovgivning.[8]

- Lovforslag behøver kun et simpelt flertal for at blive godkendt i Kongressen, men præsidenten kan nedlægge et veto mod loven og sende den tilbage med en begrundelse.[19] Hvis begge kamre godkender lovforslaget med et kvalificeret flertal på to tredjedele overtrumfer det præsidentens veto og bliver lov alligevel.[20]

- Traktater ratificeres såfremt de får opbakning fra to tredjedele af Senatet.[21]

- Repræsentanternes Hus kan, med et simpelt flertal, sigte føderale tjenestefolk (herunder præsidenten, vicepræsidenten og dommere ved de føderale domstole) for visse forbrydelser[c] med henblik på at fjerne dem fra deres stilling (Engelsk: impeachment).[d][22] Lykkedes det at opnå et simpelt flertal sendes sigtelsen videre til Senatet som afholder en rigsretssag mod den sigtede.[23] To tredjedele af de tilstedeværende Senatorer skal være enige før at den sigtede kan kendes skyldig.[24]

- Stk. 4 af det 25. forfatningstillæg giver vicepræsidenten og et flertal af præsidentens kabinet mulighed for at erklære præsidenten ude af stand til at varetage sine opgaver som præsident[e], hvorefter vicepræsidenten bliver fungerende præsident.[25] Hvis præsidenten erklærer at han er i stand til at varetage sine opgaver, men vicepræsidenten og kabinettet står ved deres erklæring, skal Kongressen mødes inden for 21 dage og vurdere hvorvidt præsidenten kan varetage sine opgaver eller ej.[25] Hvis to tredjedele af begge kamre mener at præsidenten ikke kan varetage sine opgaver fortsætter vicepræsidenten som fungerende præsident.[25] Opnås der ikke et kvalificeret flertal på to tredjedele vender præsidenten tilbage til magten.[25]

Ud over forfatningsbestemt kvalificeret flertal findes der også interne regler i Senatet som anvender konceptet. I den såkaldte filibuster, indført i 1806, bliver en Senator på talerstolen og fortsætter med at tale så længe de kan og vil, for at forhindre et lovforslag i at blive sat til afstemning. Reglen blev skabt for at sikre minoriteters ret til at blive hørt før en lov bliver stemt igennem, men pga. politisk obstruktionisme blev reglerne ændret i 1907 så en filibuster kunne stoppes såfremt to tredjedele af Senatet stemte for. Flertalskravet blev ændret til tre femtedele i 1975.

#### Delstatsniveau
De fleste delstater kræver at ændringer i deres forfatning bliver godkendt med et kvalificeret flertal hos delstatens lovgivende forsamling. Derudover kræver 49 af de 50 delstater at der afholdes en folkeafstemning om forfatningsændringen. Her behøves dog kun et simpelt flertal.
Et nyere fænomen er de såkaldte "taxpayer bill of rights"-love. Nogle af disse love kræver at skattestigninger skal have opbakning fra et kvalificeret flertal af delstatens lovgivende forsamling før de kan gennemføres. I 2010 havde 15 delstater et krav om et kvalificeret flertal på enten tre femtedele (3/5), to tredjedele (2/3) eller tre fjerdedele (3/4) for at gennemføre skattestigninger.